# Conflent
Conflent (výslovnost [kumˈflen]) je historický region v jižní Francii. Má rozlohu 882 km² a žije v něm okolo 20 000 obyvatel, hovořících převážně katalánsky. Nachází se v povodí řeky Têt a jeho největším městem je Prades.

## Historie
V 9. století zde vzniklo hrabství Conflent v rámci Španělské marky (název pochází z latinského výrazu pro soutok confluens), které se později stalo comarcou patřící Aragonské koruně a v roce 1659 je Pyrenejský mír přiřkl s celým Severním Katalánskem Francii. Po Velké francouzské revoluci se Conflent stal součástí departementu Pyrénées-Orientales. Za druhé světové války zde bylo silné odbojové hnutí vedené skupinou Combat, na jehož aktivity Němci odpověděli v srpnu 1944 masakrem v obci Valmanya.

## Hospodářství
Conflent je hornatý kraj, nejvyšším vrcholem je Canigou (2784 m n. m.). Na jeho území zasahuje Přírodní park Katalánské Pyreneje, vyhlášený v roce 2004. Převládají zde bukové a dubové lesy, na horských pastvinách se chová dobytek, v údolí se pěstuje ovoce a vinná réva. V minulosti byla oblast proslulá těžbou rud mědi a železa. Turistickými atrakcemi jsou četné jeskyně, termální prameny a obec Villefranche-de-Conflent, známá pevností od Vaubana a úzkorozchodnou železnicí.